# Magnitud integrada
La magnitud integrada es la magnitud aparente que tendría un objeto extenso si toda la luz estuviese concentrada en una fuente puntual. Es una cantidad difícil de medir para objetos extensos como galaxias, cúmulos estelares o nebulosas que cubren una gran parte del cielo. Puede medirse con filtros B, V o bolométricamente.
- Datos: Q5391984